# 788
Раннє Середньовіччя. У Східній Римській імперії триває правління Костянтина VI при регентстві Ірини Афінської. Карл Великий править Франкським королівством. Північ Італії належить Франкському королівству, Рим і Равенна під управлінням Папи Римського, герцогства на південь від Римської області незалежні, деякі області на півночі та на півдні належать Візантії. Піренейський півострів, окрім Астурійського королівства, займає Кордовський емірат. В Англії триває період гептархії. Центр Аварського каганату лежить у Паннонії. Існують слов'янські держави: Карантанія, як васал Франкського королівства, та Перше Болгарське царство.
Аббасидський халіфат очолює Гарун ар-Рашид. У Китаї править династія Тан. В Індії почалося піднесення імперії Пала. В Японії триває період Хей'ан. Хазарський каганат підпорядкував собі кочові народи на великій степовій території між Азовським морем та Аралом. Територію на північ від Китаю займає Уйгурський каганат.
На території лісостепової України в VIII столітті виділяють пеньківську й корчацьку археологічні культури. У VIII столітті продовжилося швидке розселення слов'ян. У Північному Причорномор'ї співіснують різні кочові племена, зокрема булгари, хозари, алани, авари, тюрки, кримські готи.

## Події
- Вдова герцога Беневентського Арехіза вступила в переговори з візантійцями щодо координованого нападу на франків та Папську державу. Папа Римський Адріан I попередив Карла Великого про змову й застеріг його щодо звільнення Арехізового сина Грімоальда, однак Карл не прислухався.
- Візантійські війська на чолі з сином останнього короля лангобардів Адельчізом висадилися в Калабрії, але зазнали поразки від військ Грімоальда Беневентського та Гіледепранда Сполетського, посланих Карлом Великим. Внаслідок цієї афери Карл Великий захопив Істрію.
- Франкська рада звинуватила Тассілона Баварського в змові з аварами й приговорила його до смерті, але обмежилася засланням у монастир. Баварське герцогство увійшло до складу Франкського королівства, а з ним і Карантанія.
- Авари вторглися в Баварію та Фріулі. В Італії вони дійшли до Верони, з Баварії їх вибили й ледь не повністю знищили.
- Королем Астурії став Бермудо I.
- У Кордовському еміраті владу захопив Хішам I.
- Араби завдали поразки візантійцям в Анатолії. В цій битві загинув Дігеніс, про якого складено поему «Дігеніс Акрітас».
- На церковному соборі в Нарбонні Фелікс Уржельський сформулював основи адопціонізму, течії монархіанства.
- Заснування ченцем Сайтьо житла на горі Хієй (прототип монастиря Енрякудзі).